# Svartstarr
Svartstarr (Carex atrata) är ett halvgräs som tillhör starrsläktet. Svartstarr växer främst i fjälltrakter och kan bli upp mot 60 centimeter hög. Dess vetenskapliga artepitet atrata kan härledas från latinets atratus som betyder "svartnande". Det syftar på att svartstarrens fruktgömmen mörknar när de mognar.

## Beskrivning
Svartstarr har en krypande jordstam och platta blad. De blad som sitter närmast basen är mörkbruna. Stråna som bär axsamlingarna är upprätta men de veknar något mot toppen och axsamlingarna som är skaftade är därför lite hängande. Axsamlingarna är tre till fyra till antalet och mörka i färgen eftersom svartstarr har svarta axfjäll. 
Hos svartstarr sitter hanblommor och honblommor i samma ax, men hanblommor finns endast på de övre axen där de sitter nedanför honblommorna närmast axets bas. Svartstarrens fruktgömmen är till en början gröna men med mognaden mörknar de och blir mörkbruna.